# Direito comum
A expressão direito comum (em latim, ius commune) indica, na história do direito, o sistema jurídico que se desenvolveu na Europa continental a partir do século XI até as codificações do século XIX, influenciada pelo direito romano.
Por mais que se fala de uma experiência europeia, na verdade, a Inglaterra fica excluída, pois seu sistema jurídico, conhecido como common law, desenvolveu-se desde suas origens sem influências significativas do direito romano.

## Origem

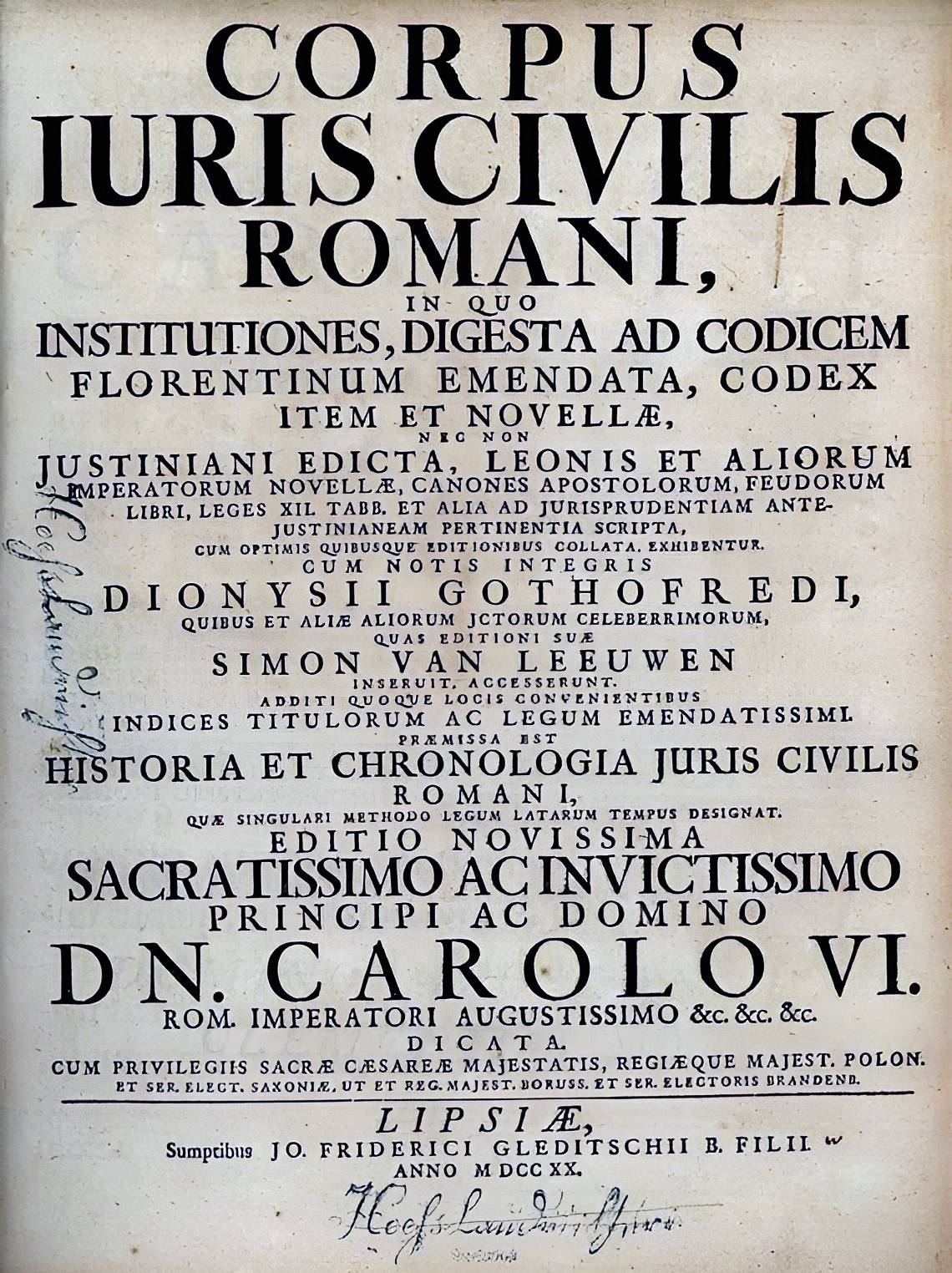
Corpus iuris civilis em uma gravura do século XVIII

Com o ano 1000, impulsionado pelo crescente dinamismo da economia, pelo desenvolvimento das comunicações e do tráfego que passou a colocar o Ocidente em contato com um número cada vez maior de povos, e estimulado pela procura por uma formação educacional das classes sociais em ascensão, o ambiente cultural passou a exigir conteúdos e atitudes cada vez mais articulados. O renascimento cultural caminhou de mãos dadas com o florescimento da vida urbana e as cidades, lentamente, substituíram os mosteiros como centros de cultura.
A preciosa descoberta do Plácito de Márturi (1076) remonta a este período, sendo considerada um acontecimento crucial para o nascimento do direito moderno. Pela primeira vez em séculos, um fragmento do Digesto de Justiniano - isto é, uma coleção da jurisprudência da Roma antiga - foi citado para a resolução de um caso prático.
O primeiro a tentar estudar o Corpus de Justiniano foi Pepo de Bolonha, embora provavelmente apenas para a erudição pessoal, e não de forma sistemática e didática como viria a fazer, algum tempo depois, Irnério, que, entre 1100 e 1120, encontrou os livros da compilação promovida pelo Imperador Justiniano I. Estas descobertas permitiram-lhe adquirir conhecimentos técnico-jurídicos superiores aos ensinados nas escolas episcopais da época e transformaram o direito numa ciência autônoma, reabilitando o direito romano na condição de lei vigente, ou mesmo considerando-o o direito por excelência, comum ao todos os membros da Respublica christiana. Na realidade, apenas do ponto de vista formal essa legislação se manteve constante, pois houve uma extensa pesquisa e reelaboração, produto do trabalho contínuo de comentário levado a cabo por Irnério e, mais genericamente, pela Escola de Glosadores que se fundou em Bolonha. O renascimento jurídico realiza-se assim com a fundação da Escola de Bolonha, que, fomentando a propagação do estudo do direito romano na sociedade europeia daquele tempo, conduziu ao surgimento de uma ciência do direito europeia. A razão do florescimento espontâneo das escolas e, em particular da de Bolonha, está ligada à necessidade de responder seja à procura por uma melhor formação da parte dos cidadãos privados, seja às necessidades colocadas pelas novas estruturas econômicas e políticas. Assim, municípios e os principados, que estavam em vias de formação, necessitavam de notários e de juristas para que pudessem efetivamente se constituir.

## A atividade de glosadores e características

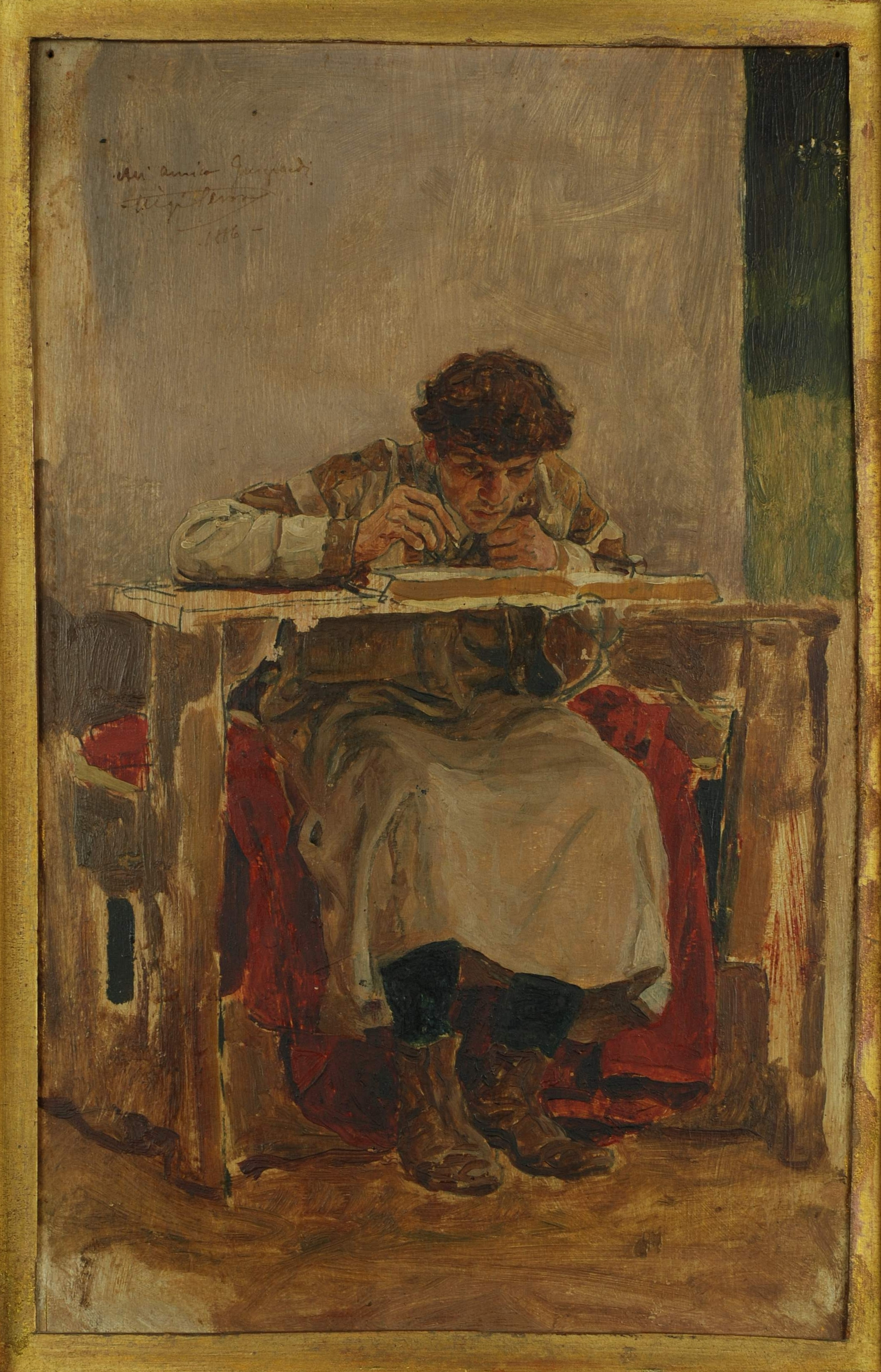
Irnério glosando as antigas leis, esboço de Luigi Serra, 1886, Coleção Stefano Pezzoli (Bolonha)

O resultado principal da atividade de Irnério e de seus discípulos - isto é, uma longa obra de comentários contínuos e criativos, e não uma reapresentação servil de leis - levou a que um texto, originalmente secular e esquecido, viesse a se transformar em uma legislação pronta para imediata aplicação. Por isso, não se pode considerá-los meros interpretes iuris, também também, conditores iuris, isto é, fundadores da lei. As dificuldades que Irnério e seus discípulos tiveram de transpor eram notáveis. Em primeiro lugar, os textos que lhes serviam de fonte haviam sido escritos há alguns séculos, o que aumentava a dificuldade de compreensão. Em segundo lugar, a transmissão não se havia dado de maneira íntegra e perfeita, mas antes obscura e fragmentária: o material com que trabalhavam era complexo e heterogêneo. Por esta razão, esses glosadores exploraram esse material jurídico, procurando corrigir-lhe as antinomias e erros interpretativos. O trabalho inicial, portanto, consistia em realizar a interpretação dos fragmentos com grande cuidado, um passo após outro. Gradativamente, alcançou-se o domínio completo das matérias contidas no Corpus de Justiniano. Por meio do trabalho de interpretação do texto, com certa criatividade, os glosadores lograram ligar as antigas leis a questões jurídicas novas, isto é, fazê-las abranger situações para as quais elas não haviam sido previstas.
Os discípulos de Irnério foram convocados, em 1158, para que participassem de um julgamento em Roncaglia. Neste julgamento, reafirmou-se o conteúdo da Constitutio de regalibus (Constituição sobre as prerrogativas reais), que atribuía ao Imperador o direito de nomear altos cargos da magistratura, administrar as Cortes de Justiça, e lhe concediam poderes fiscais e judiciais sobre as cidades italianas. Nisto, pode-se reconhecer certo aspecto ideológico: o Imperador romano-germânico é fonte do direito por excelência, sendo ele o sucessor de Cesar e tendo recebido de Deus a sua legitimação definitiva. Isso teve grande importância por se prestar a duas interpretações: de um lado, a noção de que o direito do passado era o direito presente; mas também que os direitos reivindicados pelos Imperadores do Sacro Império Romano-Germânico não tinham necessidade de legitimação, já que eram dotados da suprema plenitudo potestatis, que derivava da auctoritas do passado. Por esta razão é que há, por volta de 1250, adições interessantes no Corpus de Justiniano, com constituições imperiais, o Tratado de Constança e os chamados Libri feudorum. Assim, com a concepção universal e supranacional do Sacrum imperium, entendido como Sancta romana respublica, universal e indivisível, não podia, com efeito, deixar de haver uma visão universal também na esfera do direito: a um único império (unum imperium) só poderia corresponder um único direito (unum ius), voltado a disciplinar a vida jurídica de todos os povos reunidos no Sacro Império Româno-Germânico, que compartilhavam de um patrimônio comum de valores espirituais e culturais. 

## O desenvolvimento do direito comum: a Era dos Comentadores

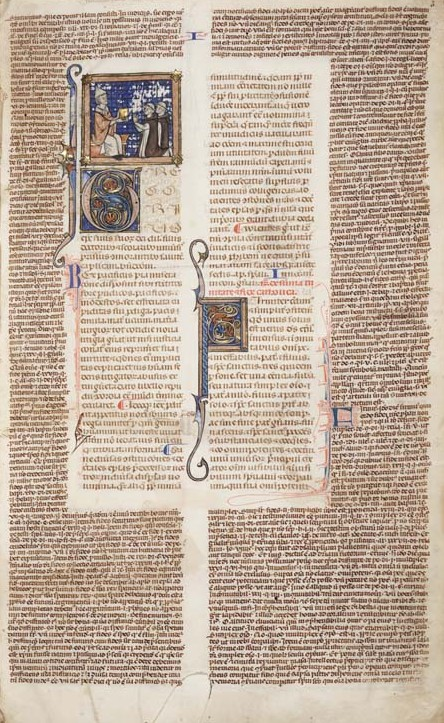
Decretais de acordo com a glosa ordinária de Bernardo de Parma, por volta de 1300-1315

Com o passar do tempo, as diferenças de interpretação nas glosas se acentuaram. Com isso, nasceu um novo gênero de literatura jurídica: a summa. Assim, para os juristas da época, o texto de Justiniano e a interpretação que dele se fazia não se diferenciavam formal ou substancialmente: as glossae e as summae eram consideradas da mesma forma que o texto, tanto que a Summa de Azão passou a ser usada como fonte normativa. Com a compilação dos trabalhos dos glosadores feita na Glosa ordinária de Acúrsio, sobreveio a chamada Era dos Comentadores (séculos XIV a XV), na qual, por meio de uma fratura progressiva entre glosas e comentários, juristas como Bártolo de Saxoferrato e Baldo de Ubaldo exploraram as fontes da jurisprudência romana com o objetivo de encontrar as respostas que a sociedade da época exigia. Ambicionava-se a construção orgânica e científica do direito da época. Até então a historicidade do direito e sua relativização nunca haviam sido enfatizadas. É a partir desse momento que o jurista começa a se colocar diante da sociedade de forma mais prática, isto é, como um intérprete capaz de oferecer soluções obtidas com base no direito comum, mas que pudessem conviver com os iura propria de cada território.

## Desenvolvimento do direito comum: entreius communeeiura propria
Assim, com o renascimento da ciência do direito e a retomada prática da escrita em razão dos atos notariais, o conceito de personalidade do direito é substituído pelo de territorialidade. A respeito, há um vestígio interessante nas Quaestiones de iuris subtilitatibus, em que Irnério ou algum discípulo seu afirma que as normas bárbaras não devem continuar a vigorar como um direito pessoal, visto que isso seria incompatível com a unidade do Sacro Império Romano-Germânico. Assim, o conjunto de sistemas jurídicos de cada unidade do Império (os iura propria) estariam subordinados ao direito comum.
No entanto, o conceito de unum imperium padecia de excessiva rigidez dogmática e, ao não permitir a existência de nenhum outro direito, revelava-se pouco realista. Afirmar essa tese seria negar-se a compreender as mudanças  que haviam acontecido, sobretudo a fragmentação política. As comunas já haviam posto em xeque a ideia de uma realidade universal.
Os juristas bolonheses lograram conciliar as duas teorias, enquadrando a relação entre o ius commune e os iura propria em uma profunda explicação conceitual. O direito comum previa a existência de direitos não eram comuns, mas, ao mesmo tempo, não podia ignorar a necessidade de uma lei universal. Conceitualmente, essa situação poderia ser definida de outra forma: pressupunha-se a exigência de um sistema normativo unitário, válido para todas as finalidades, em que se incluíssem tanto as normas do direito comum como as dos direitos particulares que constituíam um desvio do primeiro. O direito comum, portanto, era um sistema jurídico que se fundava em uma ideia de difícil aceitação: a de que as leis romanas não podiam ser melhores do que já eram e, portanto, não podiam ser controladas ou modificadas de nenhuma forma; podiam apenas ser interpretadas. Isto, porém, só era verdade do ponto de vista formal, pois o sistema do direito comum, minando fortemente regras fundamentais, levava em consideração a evolução da sociedade e, por conseguinte, adaptava-se necessariamente às necessidades que, aos poucos, apresentavam-se.
O jurista buscava, portanto, a legitimação do direito local dentro das fontes do direito romano. Num fragmento de Gaio, lê-se que "todos os povos que são regulados por leis e costumes fazem uso de um direito parcialmente próprio e doutro comum a todos os homens". Enquanto os romanos entendiam por direito comum o ius gentium e, por sua vez, por direito próprio o direito civil (isto é, aquele verdadeiramente romano), os juristas de Bolonha, pelo contrário, identificavam o direito comum com o romano, e o direito próprio com o direito particular de cada cidade. Foi com esta equiparação que se pôde dar legitimação aos direitos próprios partindo das fontes romanas. O Codex de Justiniano continha um outro princípio fundamental: "as leis possam serem feitas exclusivamente pelo Imperador". Os juristas, buscando conciliar esta afirmação com os direitos locais, eliminaram a contradição afirmando que solus significa que o Imperador podia legislar sozinho. Os juristas, assim, esforçavam-se para chegar a uma harmonia, mas que, em todo casos, tanto o Imperador como as comunas fossem dotados de poderes legislativos.
Certo é que os juristas de Bolonha, ao redescobrir o direito romano, tentaram elevá-lo à posição de unum ius, de forma que só mais tarde passaram a tolerar a existência de outros direitos. Do ponto de vista histórico, há uma primeira fase na qual o ius commune é tido por hierarquicamente superior aos iura propria (séculos XII a XIII). Numa segunda fase, que se estende do séc. XIV ao XV, o direito comum deixa de ser hierarquicamente superior, consagrando-se a existência legítima de direitos particulares. O direito romano comum, por sua vez, seria empregado apenas quando faltam normas no direito particular, funcionando, assim, como direito subsidiário.

## Desenvolvimento do direito comum: oius communecomoutrumque ius
Além do Codex de Justiniano, tal como foi interpretado pela Escola de Bolonha, a outra pedra angular do mundo medieval foi o direito canônico, nascido em conjunto com o florescimento da escola dos glosadores de Bolonha, pois sua influência se espraiou até as raias do direito eclesiástico. Embora o direito romano tivesse por base um conjunto de texto datados do século VI e explorados como um conjunto de fontes apenas no século XII, as fontes de direito da Igreja Católica apenas em parte foram constituídas por material dos séculos anteriores, reorganizados na era do renascimento jurídico: as epistolae decretales dos papas datam, por exemplo, dos sécs. XII a XV. O ius commune em toda a Europa era, portanto, utrumque ius, isto é, um e outro direito, aquele do mundo jurídico e aquele do mundo espiritual, entre os quais não havia nenhuma fronteira, mas, antes, uma profunda união. 

## Declínio daius commune
A partir do século XV, passa-se de uma concepção medieval a uma concepção diversa de mundo, da vida e também de direito. A concepção medieval assentava-se na convicção de que a Respublica christiana fosse herdeira do Império Romano e, assim, querida por Deus, constituindo-se não apenas uma unidade religiosa, mas também política.
Entre os anos de 1400 e 1500, esta visão - conjuntamente com o Império - esmaece e dá lugar a concepções diversas. No século XVI, em primeiro lugar, foi fundada a escola dos humanistas. Estes juristas fizeram parte de um movimento intelectual mais amplo da época, e compartilharam do entusiasmo pela volta às fontes, a aversão pelo barbarismo medieval (em especial, pelo baixo nível de latim) e a predileção pelo método filológico e histórico, destinado a descobrir o verdadeiro significado da antiguidade clássica e de suas obras. Os juristas humanistas queriam, pois, reconstituir o direito romano e o papel que este desempenhava na Antiguidade, e, para isto, era preciso liberá-lo das distorções medievais, desenvolvendo-o um verdadeiro estudo histórico. Foi nisto que se empenharam os humanistas, e não há dúvida de que lograram obter uma compreensão mais exata e profunda do direito romano e da sociedade na qual ele funcionada. Difundiu-se, por isso, a convicção de que o direito puro da antiguidade era aplicável exclusivamente à Roma antiga. Assim, a perspectiva crítica que se passou a adotar no estudo do ius commune decretou progressivamente o seu fim, o que, historicamente, correspondeu à progressiva absorção estatal do direito.
De fato, por volta de 1550, afirma-se o absolutismo dos príncipes e, por esta razão, aumenta a própria atividade legislativa dos governantes, minando-se o direito comum.  O esfacelamento da unidade imperial com o advento dos principados e das monarquias exerceu também influência negativa sobre o direito canônico. A emergência das doutrinas absolutistas pós-medievais estavam em nítido contraste com a doutrina dos dois poderes, ambos soberanos e independentes, típica da Idade Média. Aquela ideia de unidade político-jurídica, típica do universo medieval, era frontalmente atacada, bem como a ideia de uma Respublica christiana supraestatal. Na Itália, por exemplo, muitas competências foram subtraídas à Igreja, havendo forte ingerência estatal na vida religiosa. Também se pode mencionar a Reforma protestante, que causou o colapso do primado católico e a ruptura do mundo cristão do ocidente, dando lugar ao processo de territorialização. Os novos países reformados se recusaram oficialmente a reconhecer o direito canônico. Essa erosão de competências do direito canônico causou um distanciamento em relação ao direito civil.